# Джерело б/н (Липовець)
Джерело б/н — гідрологічна пам'ятка природи місцевого значення. Об'єкт розташований на території Хустського району Закарпатської області, с. Липовець, ДП «Хустське ЛДГ», Велятинське лісництво, квартал 4, виділ 1.
Площа — 0,5 га, статус отриманий у 1990 році.